# Elektronische Beschaffung
Elektronische Beschaffung (auch E-Procurement genannt) ist die Beschaffung von Gütern und Dienstleistungen unter Nutzung des Internets sowie anderer Informations- und Kommunikationssysteme (wie EDI- und/oder ERP-Systeme). Sie wird im Allgemeinen im Bereich des betrieblichen Einkaufs von Unternehmen und Organisationen aller Größen genutzt, um Einkaufs- und Verkaufsprozesse weitgehend zu automatisieren.
Mit diesem Begriff wird üblicherweise erst dann operiert, wenn gesicherte Zugänge in Extranets oder Intranets erfolgen. Häufig werden dabei VPNs benutzt (virtual private network), die besonders abgesichert und für Dritte nicht zugänglich sind.

## Geschlossenes System
Im Gegensatz zum E-Commerce nutzen Lieferanten ein geschlossenes System, welches den Zugang auf registrierte Nutzer einschränkt. Ein geschlossenes System verbindet Unternehmen und Kunden, um einen schnelleren Austausch von Geboten, Bestellungen und E-Mails zu fördern. Heutzutage erfolgt die Datenübertragung häufig über eine E-Procurement-Software, in der idealerweise bereits ein leistungsfähiges EDI-System integriert ist. Diese wandelt Bestellungen, Rechnungen und andere Geschäftsdokumente automatisch in das entsprechende elektronische Format um, so dass die Daten automatisch an das ERP-System gesendet und entsprechend verarbeitet werden können.

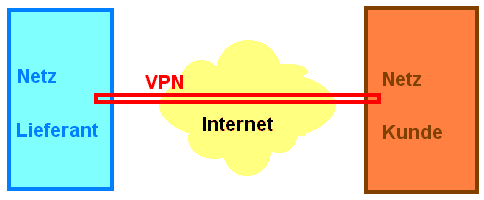
Elektronische Beschaffung

Das Schaubild zeigt die grundsätzliche Anordnung. Links haben wir das Netz des Lieferanten, rechts das des Kunden. Die Daten werden zwischen beiden Netzen über das Internet ausgetauscht. Das übliche VPN ist eingezeichnet.

## Halboffene Systeme
Insbesondere von Großhändlern mit vielen Kunden (Einzelhändlern) werden halboffene Systeme bereitgestellt. Solche Systeme sind auf Lieferantenseite in das interne Netz eingebunden, während auf der Kundenseite typischerweise zwei Varianten angeboten werden. Über eine Standardschnittstelle, die in einem Browser läuft, können die Kunden unmittelbar in die Abläufe des Lieferanten eingreifen, Bestellungen platzieren, den Stand der Lieferung verfolgen, den Lagerbestand ansehen usw. Meistens wird dazu parallel eine Schnittstelle (etwa mit Java-Anwendungen) angeboten, über die der Kunde die Anbindung in sein eigenes System selbst vornehmen kann oder dieses durch ein Softwarehaus erledigen lassen kann.

## Offene Systeme
Insbesondere bei indirekten Gütern (MRO = Maintenance, Repair and Operations) finden häufig auch offene Systeme Anwendung, die meistens asynchron und per Internet miteinander verbunden sind. Der Datenaustausch findet auf Basis von Produktkatalogen statt, die meistens in größeren zeitlichen Abständen (Wochen bis Monate) von den Lieferanten per Datei bereitgestellt und vom Einkäufer geprüft werden. Die dazu nötigen Prozesse definiert das Katalogmanagement.

## Der Nutzen
Durch die unmittelbare Verbindung zweier interner Netze ergeben sich für beide Seiten meistens erhebliche Prozesskosteneinsparungen. Die betriebsinternen Vorgänge (= Prozesse) erfolgen ohne einen so genannten Medienbruch. Ohne E-Procurement werden Bestellungen normalerweise im Kundensystem auf Papier ausgedruckt, in irgendeiner Weise (Telefax, Postversand) dem Lieferanten übermittelt und dort wieder in das Lieferantensystem eingegeben. Die Ersparnis dieses Umwegs über Papier betrifft sowohl Kosten als auch insbesondere Zeit.
Daneben werden Übertragungsfehler vermieden, die beim Wiedereinlesen des Papiers ansonsten auftreten können – auch automatische Scanner arbeiten nicht völlig fehlerfrei. Die Verfügbarkeit der Ware kann sofort geprüft werden und so sofort die Entscheidung getroffen werden, ein Ersatzprodukt auszuwählen, das Projekt zu verschieben oder einen anderen Lieferanten zu beauftragen.
Ein weiterer Nutzen bietet sich auf der Bestellseite, wenn innerhalb dieses Systems der Bestellvorgang automatisiert wird. So besteht die Möglichkeit, jeden Mitarbeiter über eine webbasierte Schnittstelle seine Bestellung selbst vornehmen zu lassen. Von der Einkaufsabteilung wird ein Webkatalog festgelegt, mit dessen Hilfe der Mitarbeiter einen Warenkorb füllt. Die Bestellung wird entweder, falls genehmigungspflichtig, zur Genehmigung weitergeleitet, oder direkt an den Lieferanten versendet. Auf diese Weise wird somit auch der interne Bearbeitungszeitaufwand reduziert, da der operative Aufwand auf den Bedarfsträger selbst verlegt wird.
Üblicherweise werden in solchen Systemen nicht nur die Beschaffungsvorgänge als solche elektronisch abgewickelt. Insbesondere die Rechnungsstellung erfolgt meistens ebenfalls über das System. Hierbei müssen die entsprechenden Vorschriften der Finanzverwaltung für die steuerliche Anerkennung der elektronischen Rechnungen berücksichtigt werden.
Ebenfalls automatisiert werden üblicherweise die Rabattsysteme sowie diverse statistische Auswertungen und Dokumentationen.
Alternativ stellen manche Händler eigene Shopsysteme zur Verfügung, über die der B2B-Kunde direkt selbst einkaufen kann – dabei werden oft automatisch kundenspezifische Rabatte berücksichtigt, die im angebundenen ERP-System hinterlegt sind.

## Öffentliche Beschaffungen
Eine besondere Bedeutung gewann das E-Procurement bei öffentlichen Beschaffungen. Durch Rechtsänderungen waren elektronische Ausschreibungen möglich geworden und 2004 in der Testphase. Die Verbindlichkeit der Angebote erfolgt etwa durch elektronische Signatur.
Das internationale EU-Projekt Pan-European Public Procurement OnLine (PEPPOL) erarbeitet seit 2008 Standards und IT-Komponenten für grenzüberschreitendes E-Procurement.

## Sicherheitsaspekte
Ein wichtiger Gesichtspunkt bei der elektronischen Beschaffung ist die Sicherheit der Daten.
Vertraulichkeit
Die Daten müssen vertraulich bleiben, also für Dritte uneinsehbar sein. Deshalb erfolgt die Datenübertragung meistens nicht über das offene Internet, sondern über virtuelle Übertragungskanäle (VPN). Die Übertragung ist dabei häufig noch verschlüsselt. Über ein geeignetes System von Zugriffsrechten wird dafür gesorgt, dass nur berechtigte Mitarbeiter bestellen können.
Zuverlässigkeit
Die Daten müssen auch rechtsverbindlich sein, da sie ja Rechtsgeschäfte auslösen. Im Bereich von Privatfirmen können diese einzelvertraglichen Regelungen vorbehalten bleiben. Dabei kann auch auf gewisse überschaubare Risiken eingegangen werden. Deshalb sind hier meistens Einfachkennwortsysteme gebräuchlich. Anders sieht es bei Beschaffungssystemen mit Behörden aus. Hier müssen die Dokumente seitens des Lieferanten rechtsverbindlich unterschrieben werden. Dieses erfolgt i. a. durch eine elektronische Signatur.
Vier-Augen-Prinzip
Komplexe Systeme bilden betriebliche Vorgänge ab, die auf den Durchläufen durch verschiedene Genehmigungsinstanzen beruhen. So kann etwa das Vieraugenprinzip (zwei Unterschriften unter einer Bestellung) auch elektronisch realisiert werden.

## Technische Realisierung
Die technische Realisierung ist sehr vielfältig. Die Datenübertragung mit XML ist neueren Datums. Bei bestehenden Systemen werden meistens noch eigens entwickelte Datenformate benutzt. Als Programmierbasis wurde häufig Java genommen. Dieses setzt aber eine klare Definition der technischen Anforderungen an den Rechner der anderen Seite voraus und wird daher in der Praxis nur bei geschlossenen Systemen eingesetzt. Bei halboffenen Systemen kann ein Einsatz erfolgen, wenn die eine Seite die Marktmacht besitzt, um dem Vertragspartner die Nutzung bestimmter Hard- und Software vorzuschreiben. Durch den Einsatz von XML ist man bezüglich der Programmiersprachen flexibler geworden. In einigen Fällen, in denen die Bestellungen über ein webbasiertes System erfolgen, werden sowohl das ERP-System des Kunden als auch das des Lieferanten an das Shopsystem angebunden. Hier spielt bei Firmen, die das Warenwirtschaftssystem R/3 der SAP AG verwenden, das Datenaustauschformat IDOC eine bedeutende Rolle.
Eine Übersicht einiger Anbieter befindet sich im BIP-eSolutions-Report 2014, der vom Bundesverband Materialwirtschaft, Einkauf und Logistik e. V. in Zusammenarbeit mit der amc Group aus Bonn entwickelt wurde.

## Kommerzielle Realisierung
Selten werden beide Seiten eine gleiche Marktmacht haben. Deshalb kann man von Lieferantensystemen und von Beschaffersystemen sprechen.

### Lieferantensysteme (Sell-Side)
Bei Lieferantensystemen gibt der Lieferant das System vor und nennt die Anforderungen, die der Kunde erfüllen muss, um das System zu nutzen. Da der Lieferant am Geschäft interessiert ist, bietet er häufig auch ein vereinfachtes System an, bei dem auf Kundenseite nur ein PC mit einer geeigneten Schnittstelle steht. In besonders einfachen Fällen genügen handelsübliche PCs mit Standard-Browsern. Die erforderlichen Softwareroutinen werden teils kostenlos, teils gegen Gebühr zur Verfügung gestellt. Eventuell erforderliche Hardware wird definiert, so dass sich der Kunde sie beschaffen kann. Gelegentlich wird Spezial-Hardware (oft aus Sicherheitsgründen) zum Kauf oder zur Miete angeboten.

### Beschaffersysteme (Buy-Side)
Bei Beschaffersystemen definiert der Abnehmer (Beschaffer) die technischen Anforderungen für das Bestellsystem. Als Lieferanten kamen daher lange Zeit nur Firmen in Frage, die diese Bedingungen erfüllen und die oft erheblichen Investitionskosten tragen konnten. Insbesondere die von der Automobilindustrie entwickelte Empfehlung für ein standardisiertes Datenaustauschformat, VDA, und dessen explizite Verwendung stellte kleinere Lieferanten vor unüberwindbare Schwierigkeiten, bis in den letzten Jahren durch das so genannte WebEDI eine browserbasierte Alternative geschaffen wurde.

### Marktplatzsysteme (Marketplace-Side)
In Marktplatzsystemen bieten die Betreiber sowohl der Lieferantenseite als auch der Abnehmerseite oft genormte Schnittstellen zum elektronischen Datenaustausch an. Diesem Nutzen stehen Gebühren wie Grundgebühren, Gebühren für das Aktualisieren der elektronischen Kataloge, oft auch Transaktionskosten pro Geschäftsdokument und weitere Kosten für Zusatzdienste, etwa für das Signieren von Rechnungen entgegen, die von beiden Handelspartnern an den Marktplatzbetreiber abgeführt werden müssen.

## Der Begriff E-Procurement im Wandel der Zeit
Die elektronische Beschaffung nahm ihren Anfang mit Software, die den operativen Einkauf unterstützte (z. B. elektronische Kataloge). Daher wurde zunächst für „elektronische Beschaffung“ und „operative elektronische Beschaffung“ derselbe Begriff verwendet: E-Procurement. Später gelangten dann Softwarelösungen zur Reife, die der als E-Sourcing bezeichneten „strategischen elektronischen Beschaffung“ dienten. So ist es zu erklären, dass in manchen Literaturquellen E-Sourcing als Teilbereich des E-Procurements bezeichnet wird und in anderen nicht.